# 神戸学院大学アルコールハラスメント死亡事件
神戸学院大学アルコールハラスメント死亡事件（こうべがくいんだいがくアルコールハラスメントしぼうじけん）は、2008年（平成20年）3月に発生した神戸学院大学に通う学生がアルコールハラスメントで死亡した事件。

## 概要

### 事件の経緯
2008年3月には神戸学院大学ユースホステル部の合宿が岡山県の合宿施設で行われていた。この合宿では3年生から2年生13人に対して4リットルの焼酎を全員で飲み干すということが強要されていた。その時に2年生の部員であった人物が500ミリリットルの焼酎を飲み急性アルコール中毒で倒れたものの、翌朝まで病院に運ばれずに死亡した。

### 事件後
死亡した大学生の両親は、神戸学院大学と当時の学生20人を相手取り、約1億円の損害賠償を求める訴訟を起こした。2011年6月27日に神戸地方裁判所で和解が成立し、大学と学生は飲酒の強要があったと認め、大学は見舞金を、学生は和解金を支払うこととなった。これは大学側が飲酒強要を認めて和解に応じた初めての例であった。
遺族がこの訴訟に踏み切ったきっかけは、現場は管理人が常駐する大学施設内であったものの、被害者が倒れた後に救急車を呼ぶなどの処置をせずに死に至らせた事実と責任を明らかにするためであった。これまでの同様の訴訟の判例の多くは、自らの意思で飲んだということとなっていた。この事件もマスコミの初報は飲酒の強要は無かったという大学側の発表であった。
この裁判の事態が大きく変化することとなった節目は、飲ませる場面を録画していたビデオの存在であった。そのときの被告は飲酒の強要は無いと主張していたものの、裁判官は直接的な行為が無くても心理的に飲まざるを得ない圧力をかけていたことからこれは飲酒の強要であるとの心証を強め、これまでの判例とは異なった新たな判断をすることとなった。